# رودلف گناگی
رودلف گناگی (انگلیسی: Rudolf Gnägi; زاده ۳ اوت ۱۹۱۷ – درگذشته ۲۰ آوریل ۱۹۸۵) سیاستمدار اهل سوئیس بود.

## سمت‌ها
- او در ۸ دسامبر ۱۹۶۵ به عنوان عضو شورای فدرال (سوئیس) انتخاب شد و در ۳۱ دسامبر ۱۹۷۹ به دفترش منتقل شد.
- دو بار در سال‌های ۱۹۷۱ و ۱۹۷۶ به عنوان رئیس‌جمهور کنفدراسیون سوئیس انتخاب شد.